# Pavel Fořt
Pavel Fořt (Pilsen, República Checa, 26 de junio de 1983), futbolista checo. Jugaba de delantero y su último equipo fue el FC Viktoria Plzeň de la Liga de Fútbol de la República Checa.
El 14 de julio de 2009, el Arminia Bielefeld hace oficial su contratación en su página web.

## Selección nacional
Ha sido internacional con la selección de fútbol de la República Checa sub-21.

## Clubes
| Club                 | País            | Año       |
| -------------------- | --------------- | --------- |
| FC Viktoria Plzeň    | República Checa | 2000-2003 |
| Slavia de Praga      | República Checa | 2003-2006 |
| Toulouse FC          | Francia         | 2007      |
| FCM Bruselas         | Bélgica         | 2007-2008 |
| Toulouse FC          | Francia         | 2008-2009 |
| Slavia de Praga      | República Checa | 2009      |
| Arminia Bielefeld    | Alemania        | 2009-2011 |
| Dinamo Dresde        | Alemania        | 2011-2013 |
| ŠK Slovan Bratislava | Eslovaquia      | 2013-2014 |
| 1. FK Příbram        | República Checa | 2015      |
| FC Viktoria Plzeň    | República Checa | 2016      |

## Palmarés

### Campeonatos nacionales
| Título         | Club            | País            | Año  |
| -------------- | --------------- | --------------- | ---- |
| Gambrinus Liga | Slavia de Praga | República Checa | 2009 |